# 天龍木材
天龍木材株式会社（てんりゅうもくざい）は、静岡県磐田市に本社を置く建築材料商社である。

## 沿革
本項は、旧社（初代・天龍木材株式会社）を中心に記述する。
- 1907年（明治40年）4月29日 - 「天龍木材株式会社（初代/以下旧社と表記）」を設立。
- 1953年（昭和28年）8月 - 旧社、 名古屋証券取引所市場第二部に株式を上場。
- 1974年（昭和49年）6月 - 旧社、子会社の天龍カナダコーポレーションを設立。
- 1988年（昭和63年）7月 - 旧社、子会社の天龍アメリカコーポレーションを設立。
- 2007年（平成19年）3月 - 旧社、天龍アメリカコーポレーションを清算、天龍カナダコーポレーションに事業を集約。
- 2013年（平成25年）8月22日 - 旧社、ティー・ジィー・シィー（TGC）株式会社[1]による株式公開買付け（MBO（マネジメント・バイアウト））実施を発表。
- 2013年（平成25年）12月30日 - 旧社、名古屋証券取引所市場第二部から上場廃止。
- 2014年（平成26年）1月8日 - 旧社、TGCの完全子会社となる。
- 2017年（平成29年）1月26日 - 旧社、天龍木材株式会社（二代目/以下新社と表記）を設立。
- 2017年（平成29年）3月16日 -  旧社、主力事業を新社へ移管する会社分割を実施。翌3月17日 、旧社の社名をTM株式会社に変更し、株主総会で解散を決議。
- 2017年（平成29年）4月11日 -静岡地裁浜松支部、TM株式会社が3月27日に申し立てた特別清算開始を決定[2]。
- 2018年（平成30年）3月1日 - TM株式会社の法人格消滅[3]。

## 事業所
- 本社（静岡県磐田市） - かつては浜松市東区(現・中央区) に本社を置いていた。
- 東京支店（東京都江東区）
- 木材事業
  - プレカット部（静岡県磐田市）
- 建材事業
  - 天竜工場（静岡県磐田市）

## 関連会社
- 天龍プレパーク株式会社
- 天龍カナダコーポレーション
- 株式会社石巻住宅資材センター[4]